# Wilkes 200 1949
Wilkes 200 1949 var ett stockcarlopp ingående i Nascar Striktly Stock Series (nuvarande Nascar Cup Series) som kördes 16 oktober 1949 på den 0,5 mile (804 meter) långa ovalbanan North Wilkesboro Speedway i North Wilkesboro, North Carolina. Totalt avverkades 100 miles (160,934 km) fördelat på 200 varv. Banunderlaget var dirt. Loppet vanns av Bob Flock i en Oldsmobile på tiden 1:52.26 körandes för Frank Christian. Pearsons snitthastighet var 53,364 mph. Frank Christians fru Sara Christian som var den första kvinnan i att starta i ett Nascar-lopp slutade på en 12:e plats. Wilkes 200 var det första namngivna loppet i Nascars historia. Prispotten uppgick till 3800 dollar, varav 1500 dollar gick till segraren.

## Resultat
| Plc     | Nr | Förare            | Team/ bilägare    | Konstruktör | Start | Varv | Ledda varv |
| ------- | -- | ----------------- | ----------------- | ----------- | ----- | ---- | ---------- |
| 1       | 7  | Bob Flock         | Frank Christian   | Oldsmobile  | i.u.  | 200  | 20         |
| 2       | 42 | Lee Petty         | Petty Enterprises | Plymouth    | i.u.  | 200  | 0          |
| 3       | 47 | Fonty Flock       | Ed Lawrence       | Buick       | i.u.  | 199  | 0          |
| 4       | 19 | Clyde Minter      | Clyde Minter      | Ford        | i.u.  | 199  | 0          |
| 5       | 92 | Herb Thomas       | Herb Thomas       | Ford        | i.u.  | 197  | 0          |
| 6       | 14 | Roy Hall          | Raymond Parks     | Oldsmobile  | i.u.  | 196  | 0          |
| 7       | 5  | Ray Erickson      | Ed Hastings       | Mercury     | i.u.  | 194  | 0          |
| 8       | 9  | Raymond Lewis     | Robert Dixon      | Cadillac    | i.u.  | 194  | 0          |
| 9       | 41 | Curtis Turner     | Frank Christian   | Oldsmobile  | i.u.  | 193  | 0          |
| 10      | 44 | Bill Blair        | Rice Racing       | Cadillac    | 2     | 191  | 180        |
| 11      | 11 | Bob Apperson      | Bob Apperson      | Ford        | i.u.  | 191  | 0          |
| 12      | 71 | Sara Christian    | Frank Christian   | Oldsmobile  | i.u.  | 188  | 0          |
| 13      | 28 | Slick Smith       | Buddy Helms       | Hudson      | i.u.  | 174  | 0          |
| 14      | 20 | H.F. Stikeleather | i.u.              | Lincoln     | i.u.  | 167  | 0          |
| 15      | 15 | Kenneth Wagner    | Dailey Moyer      | Lincoln     | 1     | 165  | 0          |
| 16      | 22 | Red Byron         | Raymond Parks     | Oldsmobile  | i.u.  | 155  | 0          |
| 17      | 21 | Bobby Green       | Bobby Greene      | Ford        | i.u.  | 148  | 0          |
| 18      | 1  | Bill Greever      | i.u.              | Mercury     | i.u.  | 134  | 0          |
| 19      | 90 | Tim Flock         | Buddy Elliott     | Oldsmobile  | i.u.  | 117  | 0          |
| 20      | 8  | Dick Linder       | Labelle Motors    | Kaiser      | i.u.  | 59   | 0          |
| 21      | 4  | Otis Martin       | Raymond Lewis     | Buick       | i.u.  | 50   | 0          |
| 22      | 2  | Frank Mundy       | i.u.              | Ford        | i.u.  | 38   | 0          |
| Källor: |    |                   |                   |             |       |      |            |